# مسجد بان هاو
مسجد بان هاو (بالإنجليزية: Attaqwa Mosque)‏ و(بالتايلاندية:มัสยิดเฮดายาตูลอิสลามบ้านฮ่อ) و (بالصينية:王和清真寺) يقع {مسجد بان هاو} في محافظة تشيانغ مي في تايلاند وهو واحد من سبعة مساجد تعود للجالية الصينية التايلاندية ومن أكبر المساجد في تشيانغ مي.

## التاريخ
بني المسجد في القرن التاسع عشر من قبل مجموعة من الشعب الصيني تدعي هوتشين أو هوي جاء مظمهم من مقاطعة يونان والمباني الحالية بنيت في وقت لاحق مع استخدام النمط العربية.

## التعليم
في أيام السبت والأحد هناك فئة من الشباب المسلمين المحليين يجتمعون في المسجد من الثامنة صباحا الي صلاة الظهر، ويتلقى المسجد سنويا 20 طالبا للأباء والأمهات الذين لايستطيعون أرسال اطفالهم الي المدارس الحكومية.

## صور

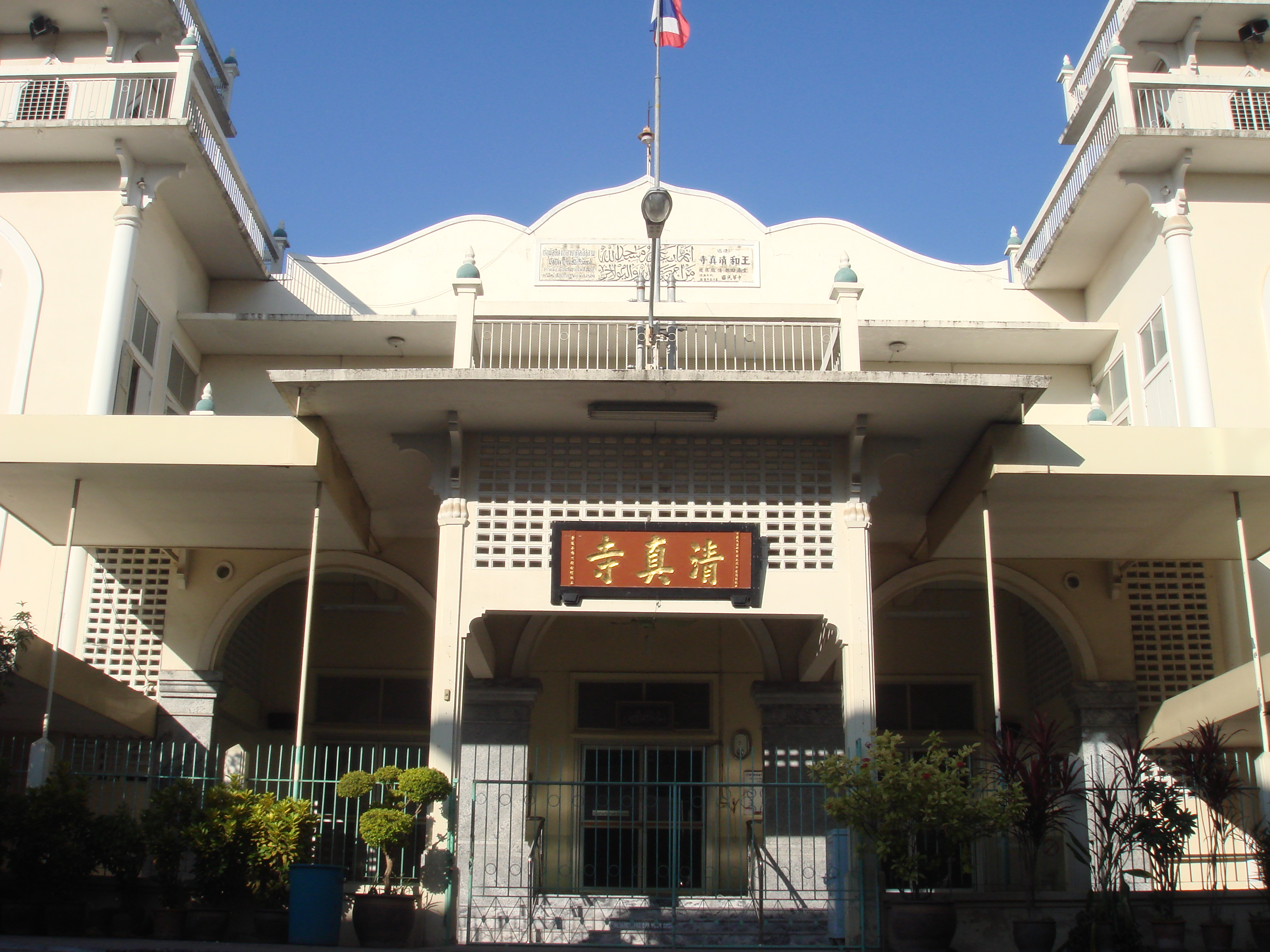
لافتة المسجد وتظهر الاحرف الصيينية, "清真寺", التي تعني مسجد.
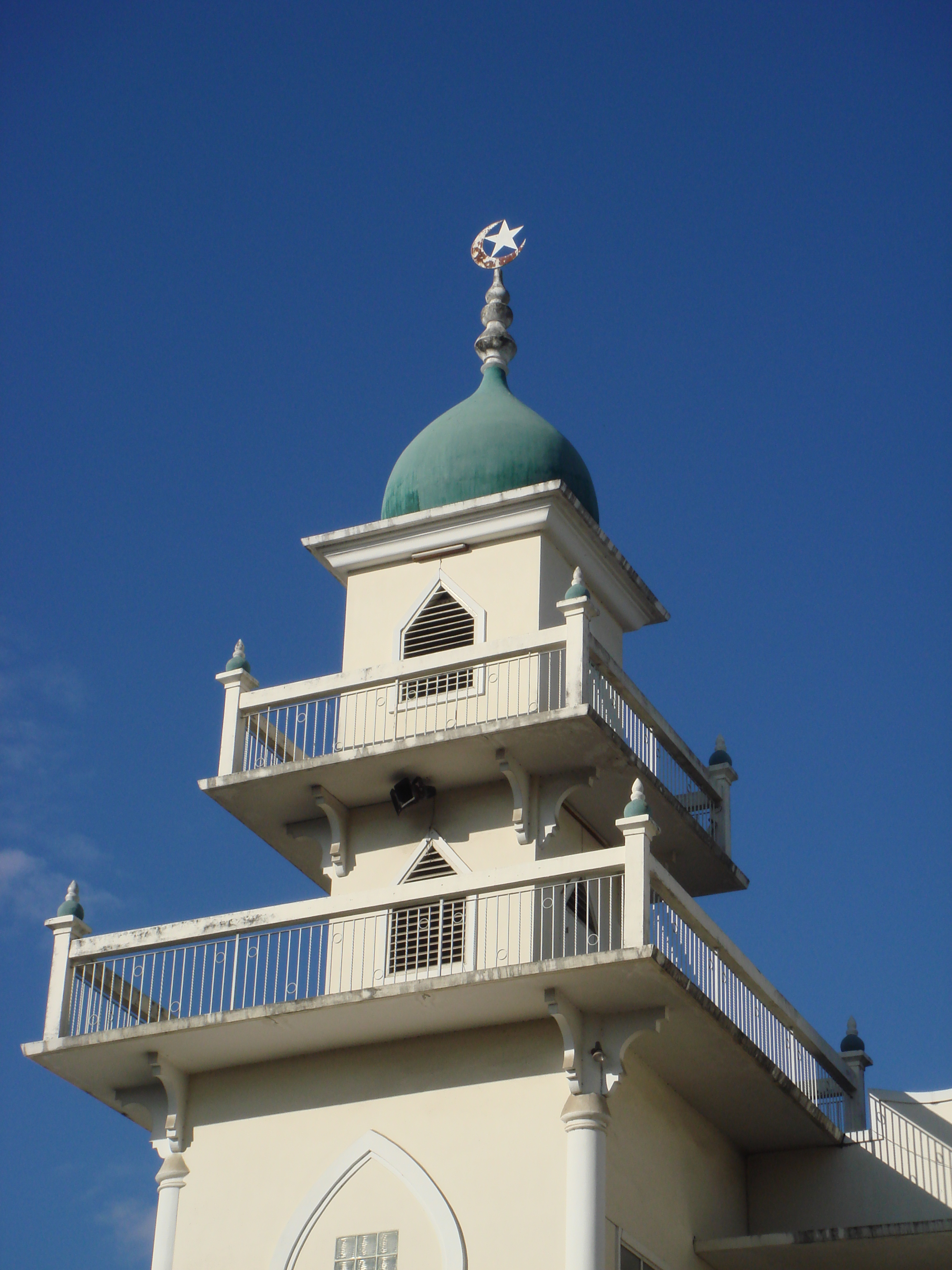
المأذنة
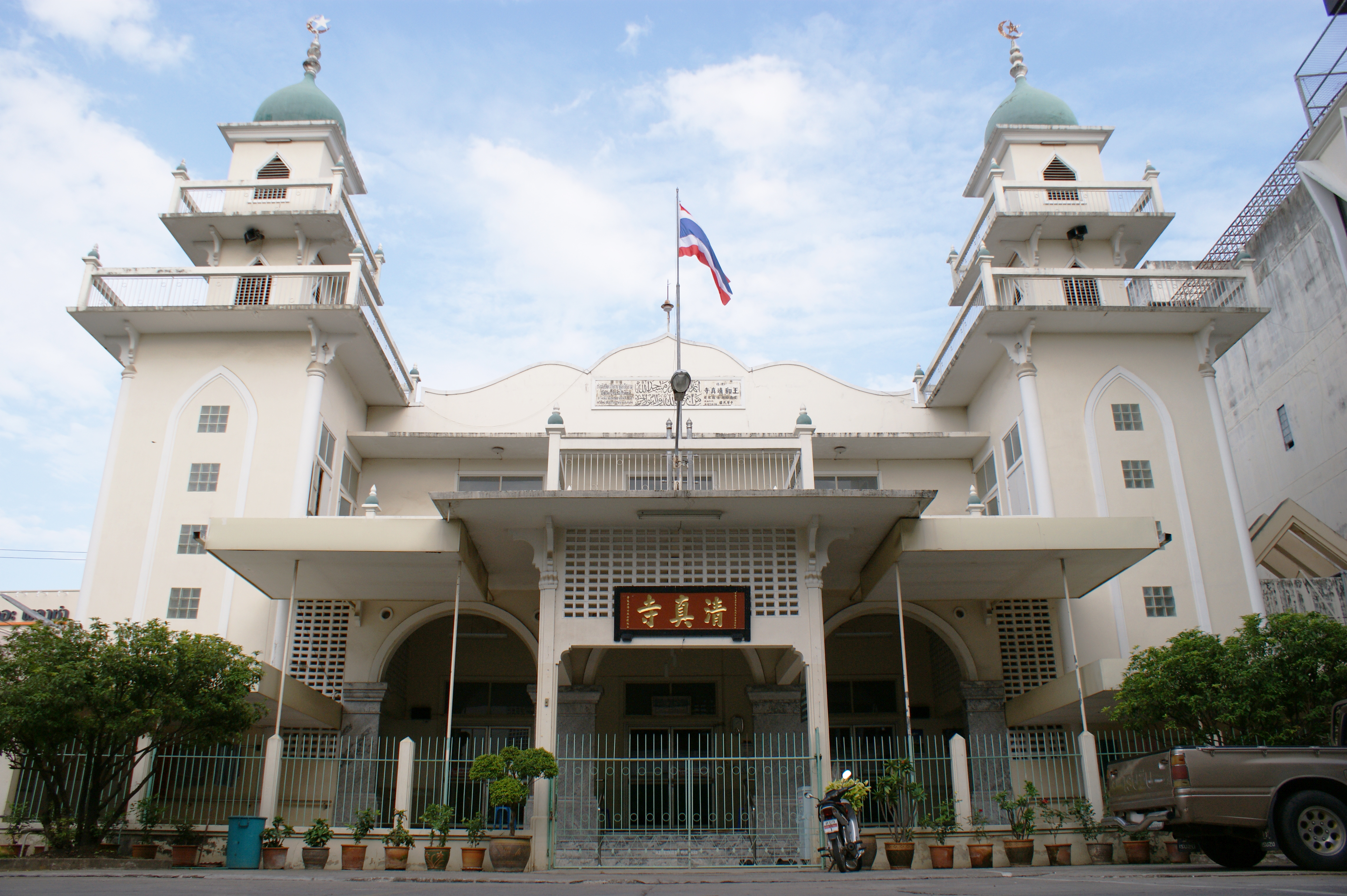
المبني الرئيسي